# CSS动画
层叠样式表
- CSS動畫
- IE盒模型缺陷
- CSS filter
- 无表格网页设计
- 响应式网页设计
- 维基教科书

CSS动画（CSS Animations）是为层叠样式表建议的允许可扩展标记语言（XML）元素使用CSS的动画的模块。

## 历史
尽管伪类:hover被用于产生初级的动画效果已经有几年的历史了，对CSS进入动画境界的扩展直到21世纪00年代晚期还是极少的。早在2007年，WebKit就宣布了它的包括CSS动画（animation），渐变（transition）和变形（transform）的意图。在2009年2月，它同样宣布了通过CSS对隐式和显式的动画的实施。CSS动画也被作为CSS3 - 由万维网联盟管理的正在进行的草稿所定义 - 的一种特性而提出。

## 浏览器支持
在2011年6月，Firefox 5包括了对CSS动画的支持。CSS动画同样作为WebKit的nightly builds及Google Chrome, Safari 4和5和Safari for iOS（iPhone, iPod Touch和iPad）,Android 2.x+, RIM OS 6网页浏览器的一个模块而可用。（需要-webkit-前缀）它同样被用于iTunes 9以支持iTunes LP文件。Internet Explorer 10也提供了对CSS动画的支持（需要-ms-前缀），但自Release Preview起已不再需要。

## 争议
CSS动画吸引了偏爱以JavaScript或者使用较少的同步多媒体集成语言（SMIL）实现动画者的注意；其他人则声称其为苹果公司（WebKit计划的一个主赞助商）的举动，以回避在该公司使用Safari的移动设备的iOS产品线上应用Adobe Flash（以及现有Flash动画）。